# Mohamed Al-Deayea
Mohamed Abdullaziz Al-Deayea (tiếng Ả Rập: محمد عبدالعزيز الدعيع  ; sinh ngày 2 tháng 8 năm 1972) là một cựu thủ môn bóng đá của Ả Rập Saudi. Ông đã tham dự 4 kỳ World Cup cùng Ả Rập Xê Út và ra sân tổng cộng 178 trận đấu chính thức cho đội tuyển quốc gia, đây là kỷ lục cho một thủ môn. Ông cũng từng đoạt giải Thủ môn Châu Á xuất sắc nhất thế kỷ.

## Sự nghiệp
Al-Deayea đã giành cả sự nghiệp thi đấu chuyên nghiệp của mình cho 2 câu lạc bộ Al-Ta'ee và Al-Hilal. Ban đầu ông là một cầu thủ bóng ném, nhưng câu lạc bộ và anh trai Abdullah thuyết phục để trở thành một cầu thủ bóng đá. Mohammed đã chịu áp lực rất lớn khi bắt đầu sự nghiệp vì phải đi giày của anh trai Abdullah, người từng vô địch AFC Asian Cup và cũng là một thủ môn rất có tiếng.

## Giải nghệ
Vào ngày 22 tháng 6 năm 2010, Mohamed Al-Deayea tuyên bố từ giã bóng đá ở tuổi 37. Vào ngày 5 tháng 1 năm 2012, một trận đấu tri ân đã được tổ chức giữa Al-Hilal và Juventus. Sân vận động King Fahd hôm đó chật cứng với 70,000 khán giả. Trận đấu kết thúc với tỷ số 1–7. Saad Al-Harthi đã ghi bàn thắng duy nhất cho Al-Hilal. Các bàn thắng của Juventus được ghi bởi Alessandro Del Piero (cú đúp), Eljero Elia, Arturo Vidal, Giorgio Chiellini, Simone Pepe và Fabio Quagliarella. 
| Club      | Season    | League | League | Cup  | Cup   | ACL  | ACL   | Total | Total |
| Club      | Season    | Apps   | Goals  | Apps | Goals | Apps | Goals | Apps  | Goals |
| --------- | --------- | ------ | ------ | ---- | ----- | ---- | ----- | ----- | ----- |
| Al-Ta'ee  | 1991–92   | 22     | -      | -    | -     | -    | -     | 22    | -     |
| Al-Ta'ee  | 1992–93   | 22     | -      | -    | -     | -    | -     | 22    | -     |
| Al-Ta'ee  | 1993–94   | 22     | -      | -    | -     | -    | -     | 22    | -     |
| Al-Ta'ee  | 1994–95   | 22     | -      | -    | -     | -    | -     | 22    | -     |
| Al-Ta'ee  | 1995–96   | 22     | -      | -    | -     | -    | -     | 22    | -     |
| Al-Ta'ee  | 1996–97   | 22     | -      | -    | -     | -    | -     | 22    | -     |
| Al-Ta'ee  | 1997–98   | 22     | -      | -    | -     | -    | -     | 22    | -     |
| Al-Ta'ee  | 1998–99   | 22     | -      | -    | -     | -    | -     | 22    | -     |
| Tổng cộng |           | 176    | -      | -    | -     | -    | -     | 176   | -     |
| Al-Hilal  | 1999-00   | 22     | -      | 4    |       | 7    | -     | 33    | -     |
| Al-Hilal  | 2000–01   | 22     | -      | 2    | -     | -    | -     | 24    | -     |
| Al-Hilal  | 2001–02   | 22     | 1      | -    | -     | 5    | -     | 27    | 1     |
| Al-Hilal  | 2002–03   | 22     | 1      | 4    | -     | -    | -     | 26    | 1     |
| Al-Hilal  | 2003–04   | 22     | -      | 4    | -     | 3    | -     | 29    | -     |
| Al-Hilal  | 2004–05   | 22     | 1      | 5    | -     | 4    | -     | 31    | 1     |
| Al-Hilal  | 2005–06   | 22     | -      | 5    | -     | -    | -     | 27    | -     |
| Al-Hilal  | 2006–07   | 21     | -      | 4    | -     | 6    | -     | 31    | -     |
| Al-Hilal  | 2007–08   | 21     | -      | 5    | -     | 6    | -     | 32    | -     |
| Al-Hilal  | 2008–09   | 21     | -      | 4    | -     | 7    | -     | 32    | -     |
| Al-Hilal  | 2009–10   | 20     | -      | 1    | -     | 4    | 0     | 25    | 0     |
| Tổng cộng |           | 230    | 3      | 38   | 0     | 39   | 0     | 310   | 3     |
| Tổng cộng | Tổng cộng | 413    | 3      | 38   | 0     | 39   | 0     | 493   | 3     |

## Thống kê sự nghiệp

### Quốc tế
Nguồn:
| Đội tuyển quốc gia Ả Rập Saudi | Đội tuyển quốc gia Ả Rập Saudi | Đội tuyển quốc gia Ả Rập Saudi |
| Năm                            | Trận                           | Bàn                            |
| ------------------------------ | ------------------------------ | ------------------------------ |
| 1993                           | 16                             | 0                              |
| 1994                           | 21                             | 0                              |
| 1995                           | 6                              | 0                              |
| 1996                           | 21                             | 0                              |
| 1997                           | 23                             | 0                              |
| 1998                           | 22                             | 0                              |
| 1999                           | 15                             | 0                              |
| 2000                           | 15                             | 0                              |
| 2001                           | 12                             | 0                              |
| 2002                           | 13                             | 0                              |
| 2003                           | 0                              | 0                              |
| 2004                           | 4                              | 0                              |
| 2005                           | 0                              | 0                              |
| 2006                           | 8                              | 0                              |
| Tổng cộng                      | 178                            | 0                              |

## Danh hiệu

### Câu lạc bộ
Al-Ta'ee
- Giải hạng Nhất Ả Rập Xê Út: 1994

Al-Hilal
- Giải ngoại hạng Ả Rập: 2002, 2005, 2008, 2010
- Crown Prince Cup: 2000, 2003, 2005, 2006, 2008, 2009, 2010
- Saudi Founder's Cup: 1999
- AFC Champions League: 2000
- Asian Cup Winners Cup: 2002
- Siêu cúp châu Á: 2000
- Siêu cúp Ả Rập: 2001
- Arab Cup Winners' Cup: 2000

### Quốc tế
Ả Rập Saudi
- World Cup FIFA U-17: 1989
- Vòng loại FIFA World Cup: 1994, 1998, 2002, 2006
- Cúp châu Á: 1996
- Cúp bóng đá vùng Vịnh: 1994, 2003
- Arab Nations Cup: 1998
- Cúp Hồi giáo 2005

### Cá nhân
- Thủ môn xuất sắc nhất Asian Cup: 1996, 2000
- Thủ môn xuất sắc nhất Gulf Cup of Nations: 1998, 2002
- Thủ môn xuất sắc nhất của GCC Champions League: 2000
- Thủ môn hay nhất Arab Champions League: 2001
- Thủ môn xuất sắc nhất của Asian Cup Winners Cup: 2002
- Ông đã được Liên đoàn lịch sử & thống kê bóng đá quốc tế bầu chọn là thủ môn Châu Á xuất sắc nhất thế kỷ vào năm 1999.[4]